# Arie-gawa
Pour les articles homonymes, voir Arie (homonymie).
Le fleuve Arie (有家川, Arie-gawa) est un cours d'eau de la préfecture de Nagasaki, au Japon, qui s'écoule du mont Unzen dans la mer d'Ariake. Il passe le long ou traverse les municipalités d'Unzen et Minamishimabara.